# 朝鮮民主主義人民共和国労力英雄
労力英雄（ろうりょくえいゆう、朝鮮語: 로력영웅）は、朝鮮民主主義人民共和国の勲章。同国内では朝鮮民主主義人民共和国英雄に次ぐ栄誉である。主に社会的活動各分野で朝鮮労働党の為に活躍した者に贈られる。
朝鮮戦争時の1951年7月17日、最高人民会議で制定された。授与対象には一般労働者のみならず軍人や科学者なども含まれ、広く人民に授与される。また、対象には外国人も含まれている。
この勲章は朝鮮民主主義人民共和国英雄同様複数回の受章が可能であり、受章するたびに二重労力英雄、三重労力英雄と名誉称号が上乗せされる。